# 保罗·德雷顿
保罗·德雷顿（英語：Paul Drayton，1939年5月8日—2010年3月2日），美国男子田径运动员，主攻短跑。他曾代表美国参加1964年夏季奥林匹克运动会田径比赛，获得一枚金牌和一枚银牌。